# Fatsia japonica
Fatsia japonica là một loài thực vật có hoa trong Họ Cuồng. Loài này được (Thunb.) Decne. & Planch. mô tả khoa học đầu tiên năm 1854.